# Harpex
De Harpex (voluit Harpex Shipping Index) is een index opgesteld door de scheepsmakelaars Harper Petersen & Co. De index wordt berekend door gebruik te maken van de tarieven voor tijdsbevrachting voor 7 categorieën (vroeger 8 categorieën) van containerschepen. De index werd samengesteld in 2004, maar kan retrospectief teruggerekend worden tot 1986. Elke kalenderweek wordt de index herberekend.

## Conjunctuurindicator
De Harpex kan worden gebruikt als conjunctuurindicator. Hij meet nauwkeurig de vraag naar containervervoer. Terwijl de Baltic Dry Index (BDI) een indicatie geeft van de vraag naar het vervoer van grondstoffen, geeft de Harpex een indicatie van het vervoer van afgewerkte producten. De BDI is daarmee een belangrijke indicator van de economische ontwikkelingen, de Harpex geeft meer een indicatie van de huidige stand van de wereldhandel en wereldeconomie. De Harpex staat daarbij dichter bij de consument dan de BDI en is daardoor eerder vroegcyclisch.

## Andere gerelateerde indexen
Naast de Harpex zijn er ook andere indices die kunnen gebruikt worden om de globale ontwikkeling van de chartertarieven voor containerschepen te volgen.
De HRCI (Howe Robinson Container Index) wordt sinds 1997 wekelijks door cargadoor Howe Robinson & Co Ltd gepubliceerd in Londen. Deze index omvat de vrachtprijzen voor containerschepen in het bereik van 510 tot 4.500 TEU.
De New ConTex (Container Ship Time Charter Assessment Index) is een index die de Hamburg Ship Brokers en Agents Association (VHSS) berekent sinds 2007, twee keer per week. Ze worden vastgelegd voor de scheepstypen in een bereik van 1100 tot 4250 TEU.
Een andere index is de China Containerized Freight Index (CCFI). Deze wordt berekend door de Shanghai Shipping Exchange sinds 1998 en toont de wekelijkse vrachtprijzen van het containervervoer, die vanuit de exportwereldkampioen China verzonden worden over standaardroutes in de wereld. De CCFI toont de evolutie van de prijzen van containervervoer afkomstig uit tien Chinese havens, met inbegrip van de haven van Shanghai, de grootste containerhaven ter wereld.
Bij een vergelijking van de ontwikkeling van de Harpex en de New ConTex kunnen er slechts kleine verschillen worden waargenomen. Ze reageerden beide op het overaanbod van containerschepen sinds 2005 en de daling van de vervoersdiensten tijdens de financiële crisis van 2007.